# Suecia en los Juegos Olímpicos de París 2024
Suecia estuvo representada en los Juegos Olímpicos de París 2024 por un total de 117 deportistas que compitieron en 18 deportes. Responsable del equipo olímpico es el Comité Olímpico Sueco, así como las federaciones deportivas nacionales de cada deporte con participación.
Los portadores de la bandera en la ceremonia de apertura fueron el jinete Peder Fredricson y la regatista Josefin Olsson.

## Medallistas
El equipo olímpico de Suecia obtuvo las siguientes medallas:
| Nombre                                           | Deporte             | Competición         |
| ------------------------------------------------ | ------------------- | ------------------- |
| Oro                                              |                     |                     |
| Armand Duplantis                                 | Atletismo           | Salto con pértiga M |
| Sarah Sjöström                                   | Natación            | 50 m libre F        |
| Sarah Sjöström                                   | Natación            | 100 m libre F       |
| David Åhman Jonatan Hellvig                      | Vóley playa         | Torneo M            |
| Plata                                            |                     |                     |
| Truls Möregårdh                                  | Tenis de mesa       | Individual M        |
| Anton Källberg Truls Möregårdh Kristian Karlsson | Tenis de mesa       | Equipo M            |
| Victor Lindgren                                  | Tiro                | Rifle 10 m M        |
| Vilma Bobeck Rebecca Netzler                     | Vela                | 49er FX F           |
| Bronce                                           |                     |                     |
| Jenny Rissveds                                   | Ciclismo de montaña | Campo a través F    |
| Tara Babulfath                                   | Judo                | –48 kg F            |
| Anton Dahlberg Lovisa Karlsson                   | Vela                | 470 mixto           |